# Juan Rodríguez de Fonseca
Pour les articles homonymes, voir Juan Rodriguez, Rodriguez et Fonseca.
Juan Rodríguez de Fonseca, né à Toro, près de Zamora, en 1451 et mort à Burgos le 4 mars 1524, était un prélat espagnol et un haut fonctionnaire de l'administration royale. Il appartenait à l'une des familles les plus illustres du royaume de Castille.

## Biographie
Sa fonction de chapelain auprès de la Reine Isabelle la Catholique l'a amené dès 1480 à devenir l'influent conseiller des Rois catholiques Ferdinand et Isabelle. Ces derniers lui confièrent les pouvoirs nécessaires à la création de l'administration coloniale, dès le second voyage de Christophe Colomb, en 1493, qu'il organisa. Il se montra par la suite hostile à Colomb, qu'il dénonça à la Reine Isabelle.
Fonseca conserva ce rôle déterminant dans l'administration des colonies avec la création du Conseil des Indes, qui contrôlait toute relation avec les possessions espagnoles d'outre-mer. Il soutint le projet d'expédition de Magellan en 1519, auquel il adjoint son neveu Juan de Cartagena.
Au cours de sa carrière ecclésiastique, Juan Rodriguez de Fonseca fut d'abord au chapitre de la cathédrale de Séville, puis successivement évêque de Badajoz (1495-1499), de Cordoue (1499-1504), de Palencia (1504-1514), archevêque de Rossano (1511) dans le royaume de Naples, et enfin évêque de Burgos (1514-1524). Il reçut le titre de « Patriarche des Indes », titre créé par le pape Léon X en 1520.

## Postérité
Le golfe de Fonseca, dans l'océan Pacifique, a été nommé d'après lui par le conquistador Gil González Dávila.

## Source
- Cet article est partiellement ou en totalité issu de l'article intitulé « Rodrigo da Fonseca » (voir la liste des auteurs).